# 利托維謝 (利維夫州)
49°55′43″N 25°13′38″E / 49.92861°N 25.22722°E
利托維謝（羅馬化：Litovyshche）是烏克蘭西部的村莊，隸屬利維夫州的佐洛奇夫區。該村始建於600年，面積1.39平方公里，海拔高度407米，2021年人口396。